# سفارة المغرب في السويد
سفارة المغرب في السويد هي أرفع تمثيل دبلوماسي، لدولة المغرب لدى السويد. تقع السفارة في ستوكهولم وهي تهدف لتعزيز المصالح المغربية في السويد.

## تاريخ
تربط المغرب بالسويد علاقات منذ 1763، تاريخ إبرام اتفاقية بحرية بين البلدين. للمغرب سفارة في ستوكهولم منذ عام 1986.

## السفارة
تقع السفارة بشارع كونغسهولمسطورغ رقم 16، 21 112 ستوكهولم، العاصمة.

## سفراء المغرب في السويد
| السفير             | صورة | تاريخ التعيين  | تاريخ تقديم أوراق الاعتماد | تاريخ انتهاء المهمة | ملك المغرب               | ملك السويد             |
| ------------------ | ---- | -------------- | -------------------------- | ------------------- | ------------------------ | ---------------------- |
|                    |      |                |                            |                     | الحسن الثاني             | كارل السادس عشر غوستاف |
| سعد بادو           |      | 1991           |                            | 1997                | الحسن الثاني             | كارل السادس عشر غوستاف |
| عبد المالك الجداوي |      | 23 فبراير 1998 |                            | 2001                | الحسن الثاني/محمد السادس | كارل السادس عشر غوستاف |
| فريدة الجعيدي      |      | 5 يناير 2001   |                            | 2005                | محمد السادس              | كارل السادس عشر غوستاف |
| زهور العلوي        |      | يناير 2006     | [ 5 ]                      | ديسمبر 2011         | محمد السادس              | كارل السادس عشر غوستاف |
| يحضيه بوشعاب       |      | 6 ديسمبر 2011  |                            | 2014                | محمد السادس              | كارل السادس عشر غوستاف |
| أمينة بوعياش       |      | 13 أكتوبر 2016 | [ 7 ]                      | 2018                | محمد السادس              | كارل السادس عشر غوستاف |
|                    |      |                |                            |                     | محمد السادس              | كارل السادس عشر غوستاف |
| كريم مدرك’         |      | 14 ديسمبر 2021 | 12 يناير 2022              |                     | محمد السادس              | كارل السادس عشر غوستاف |

## وصلات خارجية
- قائمة سفارات المغرب
- قائمة السفارات في السويد